# El Proyecto Solar

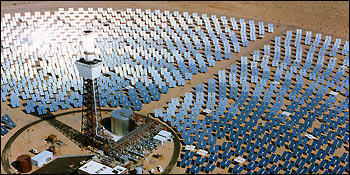
La central solar de torre central del "Solar Two" del Proyecto Solar.

El Proyecto Solar consistió en varias centrales solares de energía termosolar de concentración, llamadas Solar One, Solar Two y Solar Tres, instaladas en el Desierto de Mojave, Estados Unidos, así como en Andalucía, España.
La central Solar Two fue demolida en el año 2009.

## Solar One
Solar One era un proyecto piloto solar térmico construido en el Desierto de Mojave justo al este de Barstow, California, Estados Unidos. Fue la primera prueba a gran escala de una central solar de torre central. Solar One fue diseñada por el Departamento de Energía de los Estados Unidos (en inglés: Department of Energy, DOE), Southern California Edison, el Departamento de Agua y Energía de Los Ángeles y la Comisión de Energía de California. Estaba localizada en Daggett, California, aproximadamente a 10 millas (16 km) al este de Barstow.
El método de recolección de energía de Solar One estaba basado en la concentración de la energía del Sol sobre un punto focal para producir calor que permita operar un generador que usa una turbina de vapor. Tenía centenares de grandes estructuras con espejos o helióstato, que siguen al Sol, reflejando la energía de este sobre una torre donde un receptor negro absorbe el calor. Fluido de transferencia de alta temperatura era usado para llevar la energía a una caldera en el suelo donde el vapor era usado para hacer girar una serie de turbinas, de forma similar a una central tradicional.
Para finales de la década de 1970, se llevó a cabo una competencia auspiciada por el DoE para obtener el mejor diseño de helióstato para el proyecto. Varios diseños prometedores fueron seleccionados y se construyeron prototipos y se enviaron al área para ser probados. Los compromisos involucraban simplicidad en la construcción para minimizar los costos para la fabricación en masa contra la necesidad de un sistema de seguimiento confiable, bidireccional que pudiera mantener enfocado a los espejos sobre la torre. La rigidez de la estructura era una preocupación principal en términos de resistencia a la carga del viento y durabilidad, pero debía ser evitado el tapar los espejos por las estructuras de apoyo.
El proyecto producía 10 MW de electricidad usando 1.818 espejos, cada uno de 40 m² (430 pies2) con un área total de 72.650 m² (782.000 ft2). Solar One fue completado en el año 1981 y estuvo operacional entre 1982 y 1986. Rediseñada posteriormente y renombrado Solar Two, puede ser visto desde la Interestatal 40 donde abarca un área de 51 hectáreas (126 acres), no incluyendo el edificio de administración o las instalaciones del patio de ferrocarril que son compartidos con la central vecina. Solar One/Two y los otros proyectos solares cercanos son claramente visibles usando software de imágenes de satélites en la ubicación 34°52′18″N 116°50′03″O / 34.87167, -116.83417.
Durante la época de fuertes vientos, algunas veces el polvo en suspensión iluminado por los rayos de sol reflejados creaba un inusual fenómeno atmosférico en la vecindad de la torre central. Estos rayos de luz han sido mostrados en varias escenas y pinturas, en la película de 1987 Bagdad Café, la que fue filmada en las cercanías.
El proyecto Nevada Solar One comparte un nombre similar con el proyecto Solar One, sin embargo el proyecto es muy diferente. Usa un sistema de concentración solar termal cilíndrico parabólico y genera 64 MW.

## Solar Two

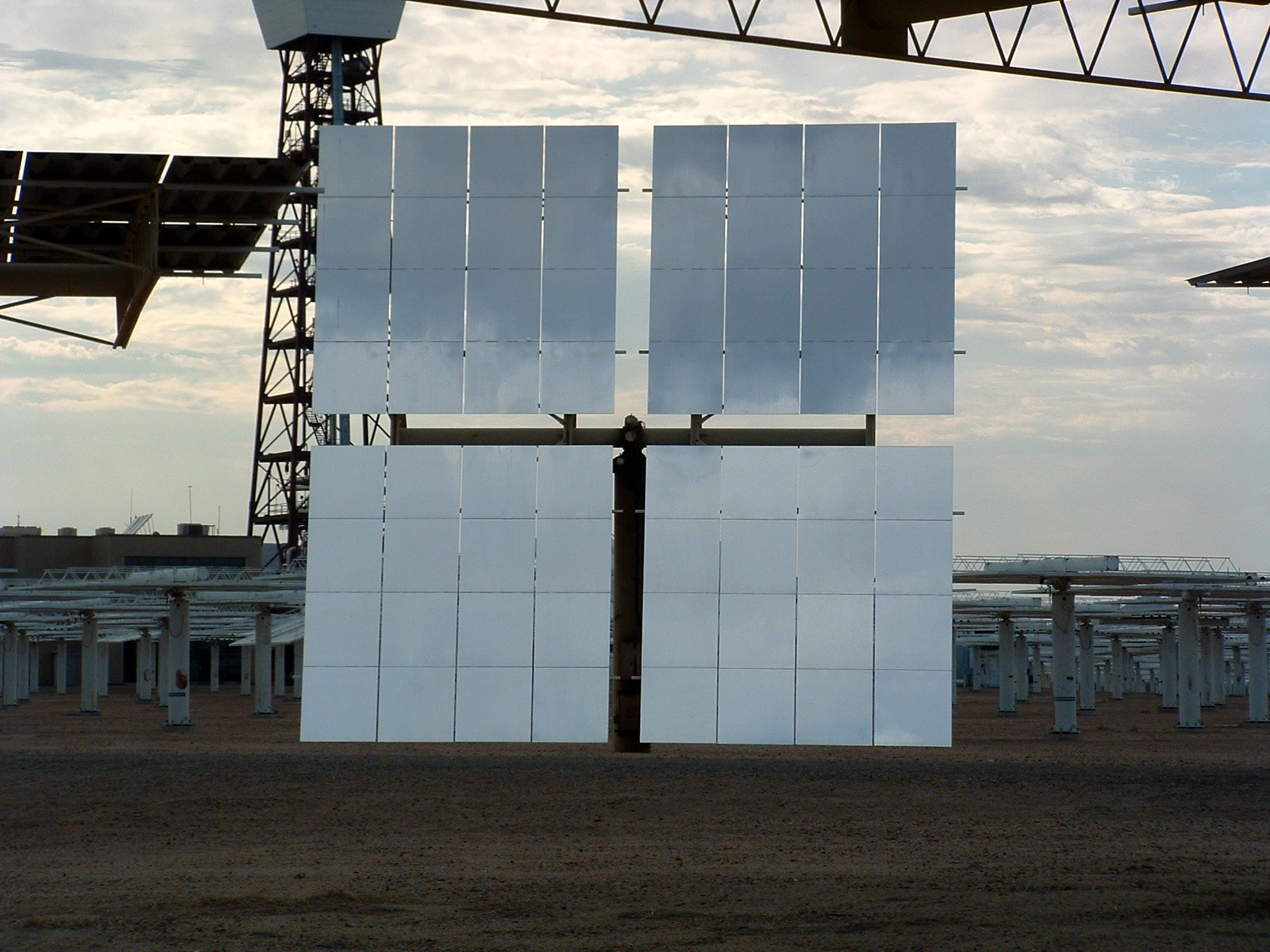
Uno de los helióstatos de Solar Two es mostrado en el año 2003 con la torre central en el fondo.

En el año 1995 Solar One fue convertido en Solar Two, al agregar un segundo anillo de 108 helióstatos más grandes de 95 m² (1.000 pies2) alrededor de los ya existentes en Solar One, sumando 1.926 helióstatos con un área total de 82.750 m² (891.000 pies2). Esto le dio a Solar Two la habilidad de producir 10 megawatts —la suficiente electricidad para alimentar un estimado de 7.500 casas. El proyecto Solar Two usaba sal fundida, una combinación de 60% de nitrato de sodio y 40% de nitrato de potasio, como un medio de almacenamiento de energía en vez de aceite o agua como en el proyecto Solar One. Esto ayudó en el almacenamiento de energía durante las breves interrupciones en la iluminación solar debido a las nubes. La sal fundida también permite que la energía sea almacenada en grandes estanques para ser usada en el futuro como en las horas nocturnas, Solar Two ha tenido suficiente capacidad como para continuar funcionando por hasta tres horas después del ocaso. Solar Two fue puesto fuera de servicio en el año 1999, y fue convertido por la Universidad de California, Davis, en un Telescopio Cherenkov aéreo en el año 2011, midiendo los rayos gamma que alcanzan la atmósfera, ahora su nombre es CACTUS.
Los tres principales participantes de Solar Two era Southern California Edison (SCE), el Departamento de Agua y Energía de Los Ángeles (en inglés: Los Angeles Department of Water and Power, LADWP), y el Departamento de Energía de Estados Unidos (en inglés: U.S. Department of Energy, DOE).
"Estamos orgullosos del éxito de Solar Two ya que marca un significativo hito en el desarrollo de proyectos de energía solar a gran escala", declaró el entonces Secretario de Energía de Estados Unidos Bill Richardson.
"Esta tecnología ha sido demostrada exitosamente y está lista para su comercialización. Entre el año 1994 y el 1999, el proyecto Solar Two demostró la habilidad de la tecnología de la sal fundida para proporcionar almacenamiento de energía termal de larga duración y costo efectivo para la generación de electricidad.", Boeing
El 25 de noviembre de 2009, después de 10 años de no producir ninguna energía, la torre de Solar Two fue demolida El sitio fue demolido y declarado sitio eriazo por la Southern California Edison. Todos los helióstatos y otras instalaciones fueron retiradas.

## Solar Tres
Debido al éxito de Solar Two, un central generadora comercial, llamada Central solar de torre central Solar Tres, fue construida en España por Torresol Energy usando la tecnología de Solar One y Solar Two para la producción de electricidad a escala comercial con una potencia de 15 MW. Solar Tres es tres veces más grande que Solar Two con 2.493 helióstatos, cada uno con una superficie reflectante de 96 m². El área reflectante total es de 240.000 m² (2,6 millones de pies2). Han sido construidos usando un vidrio de alta reflexión con un respaldo metálico que reduce los costos en aproximadamente un 45%, usando un gran estanque de sal de nitrato fundida para darle a la central la capacidad de almacenar 600 MWh, permitiéndole a la central funcionar las 24 horas del día y 7 días de la semana durante el verano.
Actualmente Solar Tres produce 19.9 MW de potencia y es capaz de suministrar 110 GWh al año, con lo que se puede abastecer energía a 27.500 hogares. Esta planta está operativa desde mayo de 2011. La inauguración oficial se celebró en octubre de 2011.

## Uso del suelo
Las centrales solares termales son grandes y usan una gran cantidad de terreno, pero cuando se evalúa la producción de electricidad contra el tamaño total, ellos usan menos terreno que las centrales hidroeléctricas (incluyendo el tamaño del lago creado detrás de la represa) o las centrales de carbón (incluyendo la cantidad de terreno requerido para excavar y extraer el carbón).